# Elli na makowom pole

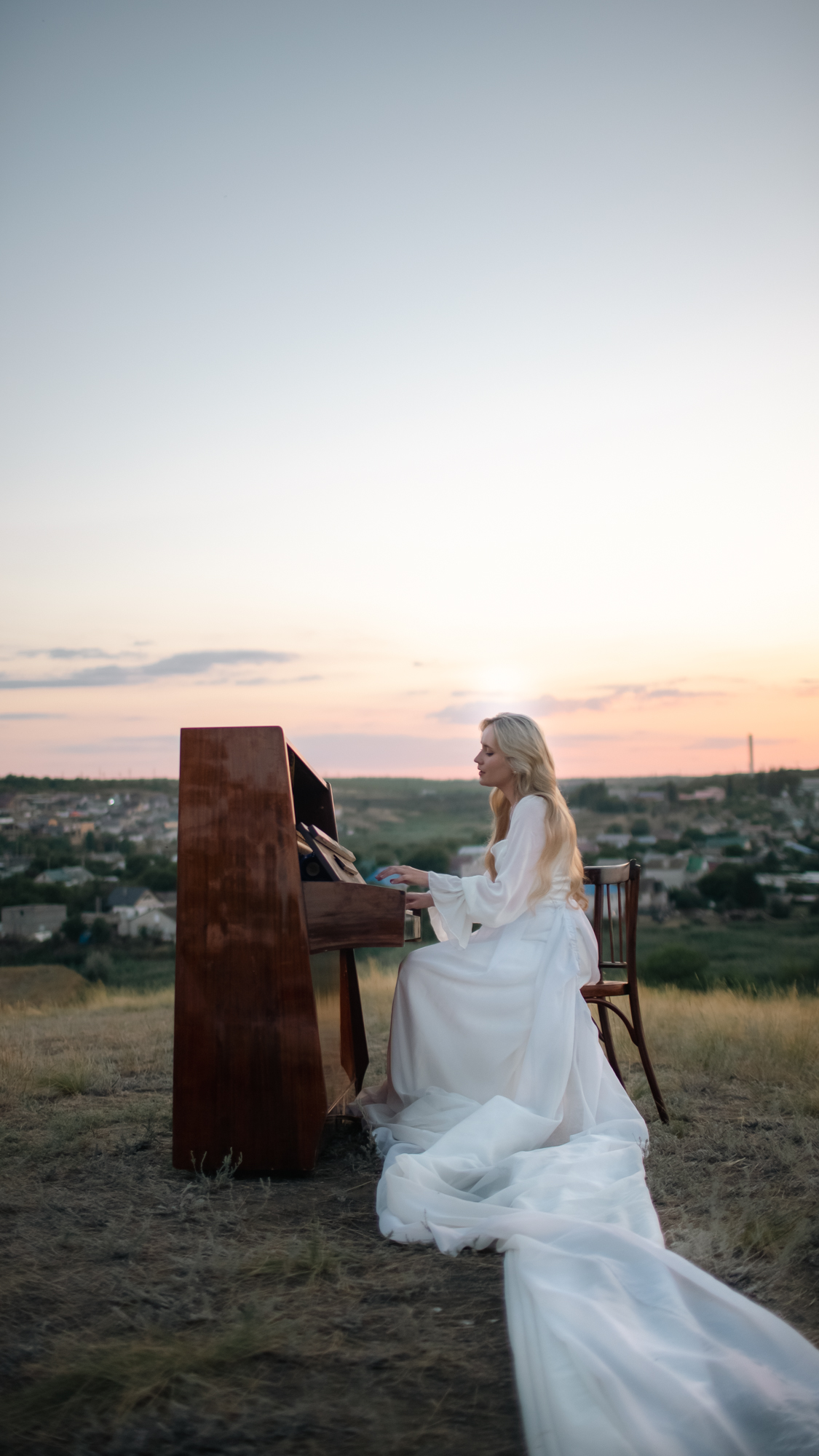
Elli na makowom pole (2023)

Elli na makowom pole (russisch Элли на маковом поле, bürgerlich Wiktorija Trunowa, russisch Виктория Трунова, * 1998 in Gorodischtsche) ist eine russische Singer-Songwriterin.

## Leben
Mit fünf Jahren besuchte sie eine Musikschule. Nach dem Abitur besuchte sie das Wolgograder Staatliche Konservatorium, wo sie mehrere Jahre studierte, und wechselte anschließend an das Moskauer Staatliche Musikinstitut A. G. Schnittke. Nach ihrem Universitätsabschluss arbeitete sie als Korrepetitorin und Lehrerin.
Ab 2016 nahm sie Coverversionen auf einem Diktiergerät auf und schickte sie an ihre Freunde, die heimlich eine Vk.com-Gruppe namens „Elli na makowom pole“ (Elli auf dem Mohnfeld) gründeten und dort Audioaufnahmen veröffentlichten. Trunowa erfuhr davon, als die Gruppe bereits etwa 300 mal abonniert wurde. Laut Trunowa wählten ihre Freunde dieses Pseudonym, weil es schön klingt und zu ihrem Image passt. Außerdem ist es eine Anspielung auf das Mohnfeld in Der Zauberer von Oz, dessen Duft magischer Blumen zum Schlafen verleitet.
Durch soziale Netzwerke gewann Trunowa ihre ersten Fans und wurde zu Auftritten in anderen Städten eingeladen. Ihr erstes Album erschien 2019 und ähnelt laut ihr selbst dem Genre des Neoklassizismus. Das 2021 veröffentlichte zweite Album tendiert in Richtung Indie-Pop und Alternative. Hörer und Musikkritiker, die das neue Album kennenlernten, zogen Parallelen zu den Werken von Alina Orlova. Nach der Veröffentlichung ihres dritten Albums im März 2024 unternahm sie eine Tournee durch russische Städte, darunter ein Konzert in Sankt Petersburg mit Orchesterbegleitung. 2025 begann eine weitere Tournee durch Städte wie Moskau, Sankt Petersburg und Tjumen.

## Diskografie

### Studio-Alben
(Quelle: )
- 2019: Netschego schdat
- 2021: Park attrakzionow
- 2024: sad twojego imeni
- 2024: sa polnotsch